# Acanthinucella punctulata
Acanthinucella punctulata, tên tiếng Anh: spotted thorn drupe, là một loài ốc biển, là động vật thân mềm chân bụng sống ở biển trong họ Muricidae, họ ốc gai.

## Miêu tả
Đây là các loài ốc nhỏ, kích thước khoảng 2,5 cm. Chúng có màu nâu tối.

## Phân bố
Chúng được tìm thấy ở Bắc Mỹ, chủ yếu quanh vùng ven biển miền trung California tới miền bắc Baja California